# Evropsko sodišče za človekove pravice
Evropsko sodišče za človekove pravice (ESČP; angleško: The European Court of Human Rights; ECtHR) je mednarodno sodišče, ki je bilo ustanovljeno leta 1959. Odloča o individualnih in državnih pritožbah glede domnevnih kršitev državljanskih in političnih pravic, določenih z Evropsko konvencijo o človekovih pravicah. 
Sodišče deluje v Strasbourgu v stavbi, ki jo je leta 1994 zasnoval britanski arhitekt Lord Richard Rogers. Sodišče nadzira spoštovanje človekovih pravic cca. 800 milijonov Evropejcev v 47 državah članic Sveta Evrope, ki so ratificirale Konvencijo. Od leta 1998 deluje kot stalno sodišče in posamezniki lahko pritožbe nanj naslovijo neposredno.
"Konvencija ločuje dve vrsti pritožb: Individualne pritožbe oddane s strani kogarkoli, skupine posameznikov, podjetja ali nevladne organizacije, ki podajo pritožbo o kršenju njihovih človekovih pravic in mednarodne zahteve, ki jo vloži ena država proti drugi. Od vzpostavitve Sodišča, so bile skoraj vse pritožbe vložene s strani posameznikov, ki so trdili da jim je kršena ena ali več pravic Konvencije."

## Organizacija sodišča
Evropsko sodišče za človekove pravice (ESČP) je eden izmed najpomembnejših organov Sveta Evrope poleg Parlamentarne skupščine, Odbora ministrov, Kongresa lokalnih in regionalnih skupnosti in drugih. Je mednarodno sodišče s sedežem v Strasbourgu (glavno mesto Alzacije, severovzhodni del Francije). V sedanji zasnovi je bilo ustanovljeno na podlagi Evropske konvencije o človekovih pravicah (EKČP), z dodatnim Protokolom XI, dne 11. novembra 1998.
Z ustanovitvijo je bila uradno odpravljena sodna funkcija Odbora ministrov, ki danes nosi med drugimi pristojnostmi tudi odgovornost za nadzor nad izvrševanjem sodb. Ne smemo ga zamenjevati s Sodiščem Evropske skupnosti, ki ima svoj sedež v Luksemburgu.  Sodišče sestavlja natanko toliko sodnikov, kolikor je držav pogodbenic – danes 47. Vse te države, med njimi tudi Republika Slovenija, so ratificirale Konvencijo o varstvu človekovih pravic in temeljnih svoboščin. Sodnike voli skupščina Sveta Evrope s seznama treh kandidatov, ki jih predlaga vlada posamezne države. Sodniki ne zastopajo države, ampak so člani sodišča kot posamezniki. Njihov mandat traja 9 let, po pretečenem mandatu pa ne morejo biti ponovno izvoljeni. Mandat jim preneha z dopolnjenimi 70 leti, a lahko potem nadaljnje obravnavajo posamezne dodeljene primere.  ESČP ima Poslovnik ESČP (Rules of court), ki je poleg EKČP za delovanje najpomembnejši pravni vir. Poslovnik je iz šestih vsebinskih sklopov.   

## Postopek pred sodiščem
Uradna jezika ESČP sta angleščina in francoščina, pritožbe pa so lahko napisane v kateremkoli uradnem jeziku držav članic Sveta Evrope. Postopek se načeloma izvaja v enem izmed uradnih jezikov ESČP. Sodišče uveljavlja Evropsko konvencijo o človekovih pravicah in tako zagotavlja, da članice Sveta Evrope spoštujejo pravice in jamstva iz konvencije. Sodišče obravnava le pritožbe oziroma vloge, ki naj bi kršile EKČP in ne deluje kot pritožbeno sodišče v odnosu do državnih sodišč. Prav tako ne posreduje neposredno proti organu, proti kateremu se vlaga pritožba. ESČP ne spremeni ali razveljavi odločbe domačih sodišč. Postopek pred ESČP je javen in adversaren, v največ primerih pisen. Vsaka fizična in pravna oseba lahko vloži pritožbo, če meni, da ji je država članica (ali več držav) neposredno kršila EKČP in njene protokole, s tem posledično njihova jamstva in pravice. To vlogo se predloži na obrazcu tajništva Sodišča, ki je dostopna na spletu, vsebovati pa mora kopije pomembnih dokumentov, predvsem relevantnih sodnih odločb. Ni pogoj, da je pritožnik državljan ene izmed članic Sveta Evrope. 35. člen Konvencije o varstvu človekovih pravic in temeljnih svoboščin določa kriterije sprejemljivosti pritožbe oziroma merila dopustnosti. Da bi ESČP lahko razglasilo zadevo za dopustno, mora vlagatelj dokazati, da je izčrpal vsa razpoložljiva pravna sredstva v državi, proti kateri je naperjena pritožba. Vloga mora biti podana v šestih mesecih od dneva sprejetja oziroma vročitve končne odločitve po domačem pravu. Vlagatelj se mora sklicevati na določbe EKČP ter utemeljiti, da gre v njegovem primeru za kršitev pravic in svoboščin, ki jih zagotavljajo EKČP in njeni Protokoli.
Pritožniki lahko sami predložijo pritožbo, po odločitvi, da je pritožba sprejeta, pa je potrebno in obvezno pravno zastopanje. Obstaja shema pravne pomoči za tiste, ki nimajo dovolj finančnih sredstev (BPP). Vsaka pritožba je dodeljena oddelku, kjer jo obravnava komisija ali Senat (sedmih sodnikov). Če pritožba ne izpolnjuje enega od kriterijev dopustnosti, je dodeljena komisiji. Vlada tožene države je navadno pozvana, da v 12 tednih pošlje pisne pripombe o dopustnosti in utemeljenosti vloge. 
Sodba Senata postane pravnomočna po 3 mesecih od izdaje. V tem času lahko vsaka stranka (pritožnik ali Vlada tožene države) zahteva, da se zadeva preda Velikemu senatu (sedemnajstih sodnikov), če gre za obče pomembno sporno vprašanje. Vse pravnomočne sodbe so za toženo državo zavezujoče.  Pritožnik v primeru dobljene tožbe pridobi denarni znesek oziroma odškodnino. Državam je naložena denarna kazen, velikokrat pa so njihove obveznosti pomembnejše, saj morajo odpraviti pomanjkljivosti zakonodaje in pravnih ureditev.            

## Pritožbe proti Sloveniji
Sodišče vsako leto prejme iz Slovenije približno 240 pritožb. Siol je oktobra 2021 objavil seznam pomembnejših nerešenih zadev. Boštjan M. Turk je vložil pritožbo zaradi kršitve svobode izražanja po tem, ko je Ustavno sodišče odločilo, da je s člankom kršil pravice zgodovinarja Jožeta Pirjevca. Sodišče obravnava dve pritožbi s področja pravic invalidov. Sebastjan Kamenik, predsednik Društva za pravice invalidov, zatrjuje kršitev pravice do tajnega glasovanja na volitvah Evropskega parlamenta 2019, Iztok Mrak pa kršitev dostopnosti volišč. Sodišče bo odločalo o zamudah pri pet in pol let trajajočem odločanju Ustavnega sodišča in Upravnega sodišča RS v zadevi koncerta hrvaškega pevca Marka Perkovića Thompsona. Pred ESČP je v zadevi Kodrič proti Sloveniji odločanje ustavnega sodnika v isti zadevi na dveh stopnjah. Sodišče odloča o kršitvi 6. člena, ki zagotavlja pošten sodni postopek, v kazenskih postopkih Igorja Bavčarja, bivšega uradnika ministrstva Boštjana Šobe in bivšega sodnika Milka Škoberneta. Presoja tudi primer kirurga Vinka Dolenca, ki mu je sodišče v Izraelu naložilo plačilo odškodnine, Vrhovno sodišče RS pa je sodbo priznalo kljub zatrjevanju Dolenca, da postopek v Izraelu ni bil pravičen. Sodišče presoja tudi ureditev Slovenije, po kateri se podatki o prekrških pri odvzemu vozniškega dovoljenja nikoli ne izbrišejo z evidenc.

## Pomembne sodbe o Sloveniji

#### 2. člen Konvencije (Pravica do življenja)
Šilih v. Slovenija (št. 71463/01, 9. april 2009): Sodišče je ugotovilo kršitev določb Konvencije, ker domači organi niso izvedli učinkovite preiskave smrti, do katere naj bi prišlo zaradi malomarnega zdravljenja.
Volk v. Slovenija (št. 62120/09, 13. december 2012): v postopku je bilo ugotovljeno, da je država izvedla učinkovito preiskavo samomora v zaporu. Hkrati ni ravnala v nasprotju z dolžnostjo preprečiti neposredno grozeč samomor zapornika.

#### 3. člen Konvencije (Prepoved mučenja)
Rehbock v. Slovenija (št. 29462/95, 28. november 2000): ugotovljeno je bilo, da ravnanje policistov ob pritožnikovi aretaciji pomenilo kršitev Konvencije.
Matko v. Slovenija (št. 43393/98, 2. november 2006): kršitev Konvencije zaradi grobega ravnanja s strani Policije. Poleg tega je bila kršitev ugotovljena še, ker preiskava tega dogodka ni bila učinkovita.
Mandić in Jović v. Slovenija (št. 5774/10 in št. 5985/10, 20. oktober 2011): Sodišče je Slovenijo obsodilo zaradi neprimernih razmer v priporu. Poleg tega je ugotovilo tudi kršitev 13. člena Konvencije, saj pritožniki v zvezi s prej opisano kršitvijo niso imeli na voljo nobenega pravnega sredstva.
W. v. Slovenija (št. 24125/06, 23. januar 2014): kršitev zaradi šestnajst let trajajočega kazenskega postopka v zvezi s posilstvom, v katerem je bila pritožnica oškodovanka. Sodišče je ugotovilo, da ima pritožnica še vedno status žrtve kljub temu, da ji je država zaradi dolgotrajnega postopka že izplačala odškodnino v višini 5.000 EUR.

## Pomembne sodbe Evropskega sodišča za človekove pravice
Ataykaya vs. Turkey
Bowman vs. UK
Jelić proti Hrvaški
L.M. and Others vs. Russia
Mavič proti Hrvaški
Kurič in ostali proti Sloveniji
Leyla Şahin proti Turčiji
Jerusalem proti Avstriji
Scharsach proti Avstriji
Petrova proti Latviji
Alajos Kiss proti Madžarski
Perinçek proti Švici
Erla Hlynsdottir proti Islandiji

## Kronološki razvoj sodišča
```
 1.) 5. maj 1949 Ustanovitev Sveta Evrope.
```

"Winston Churchill je v Univerzi v Zurich-u 19. septembra 1946 pozval k nastanku "Združenih držav Evrope" in ustanovitvi Sveta Evrope."
"Ta želja se je uresničila 5. maja 1949 s t. i. Londonsko pogodbo, ki je vzpostavila Svet Evrope in podpisana s strani desetih držav (Belgije, Danske, Francije, Irske, Italije, Luksemburga, Nizozemske, Norveške, Švedske in Združenega Kraljestva)."
"Svet Evrope se je od tedaj razvil v največjo organizacijo za zaščito človekovih pravic na evropskem kontinentu. Vključuje 47 držav članic, 28 od teh so članice Evropkse Unije. Vse članice so podpisale Evropsko Konvencijo o Človekovih Pravicah, ki je namenjena za zaščito človekovih pravic, demokracije in vladavino prava."
```
 2.) 4. november 1950 Sprejetje Konvencije 
```

"V Rimu je bila podpisana Konvencija za Zaščito Človekovih Pravic s strani Sveta Evrope in je predstavljala prvi mednarodni legalni instrument za zaščito človekovih pravic"

```
 3.) 3. september 1953 Konvencija stopi v veljavo
```

```
 4.) 21. januar 1959 Posvetovalna skupščina Sveta Evrope izvoli prve člane Sodišča
[
1
]
```

```
 5.)23.-28. februar 1959 Prvo zasedanje sodišča 
```

```
 6.) 18. september 1959 Sodišče sprejme Poslovnik Sodišča 
```

```
 7.) 14. november 1960 Sodišče izda svojo prvo sodbo: Lawless proti Irski. 
```

"8. Novembra 1957 je državljan Irske Gerard Lawless, star 22 let,vložil pritožbo na Evropsko Sodišče za Človekove Pravice zoper Republiki Irski. Lawless je bil aretiran zaradi suma pripadnosti illegalni organizaciji (I.R.A.)in bil pridržan brez obtožbe ali sodnega procesa v "Curragh Internment Camp" do 11. decembra 1957 pod ukazom Ministra za Pravosodje zaukazanim na podlagi "Offence Against the State (amedment) Akta, 1940". Lawless je trdil da je to v nasprotju z Evropsko Konvencijo o Človekovih pravicah, natančneje z 5. in 6. artiklom, ki zagotavljata pravico do svobode in varnosti posameznika in pravilno izvajanje prava. Lawless je terjal odškodnino za pridržanost v zaporu. 
Evropsko sodišče je zaključilo (v večini), da zaprtje Gerarda Lawlessa med 13. julijem in 11. decembrom pod ukazom Ministra za Pravosodje zaukazanim na podlagi "Offence Against the State (amedment) Akta, 1940" ni v nasprotju z Evropsko konvencijo o Človekovih pravicah."
```
 9.) 1. november 1998 Začne veljati Protokol št. 11 h Konvenciji, ki ustanovi "novo sodišče"
```

"Vzpostavitev enotnrga trajnega Evropskega Sodišča Človekovih pravic vzpostavljen v Strasbourgu pod Protokolom št. 11 h Konvenciji, zamenjajuč obstoječi sistem."
```
 10.) 18. september 2008 Sodišče izda svojo 10.000. sodbo.
```

```
 11.) 1. junij 2010 veljati začne Protokol št. 14, katerega namen je zagotoviti dolgoročno učinkovitost Sodišča. 
```